# Elizabeth Sombart
Pour les articles homonymes, voir Sombart.
Elizabeth Sombart est une pianiste française née en 1958 à Strasbourg.

## Biographie
Elle commence l’étude du piano dès l’âge de sept ans. Elle entre au Conservatoire de sa ville natale et se produit pour la première fois en public à onze ans.  Elle décide de quitter la France pour perfectionner son art à Buenos Aires avec Bruno Leonardo Gelber avant de compléter sa formation auprès de grands maîtres tels que Peter Feuchtwanger à Londres, puis Hilde Langer-Rühl à Vienne où elle approfondit un travail sur l’utilisation de la respiration dans le jeu pianistique. 

## Création de la Fondation Résonnance
En parallèle à son activité de soliste, Elizabeth Sombart est la fondatrice et présidente de la Fondation Résonnance , créée en 1998 et présente dans sept pays (France, Italie, Belgique, Roumanie, Espagne et Liban). Les missions de la fondation sont d’une part « d’offrir la musique classique dans les lieux où elle n’est pas jouée » (hôpitaux, maisons de retraite, instituts pour les personnes handicapées, établissements pénitentiaires, entreprises etc.) et d’autre part, « de créer et de gérer des Ecoles Résonnance », des écoles de piano gratuites, sans examen et sans limite d’âge.

## Distinctions
En 2006, elle a été élevée au rang de Chevalier de l’Ordre national du Mérite pour l’ensemble de son œuvre et en 2008, Chevalier de l’Ordre des Arts et des Lettres pour sa carrière artistique.

## Classe de maître
Elizabeth Sombart se consacre également depuis 1988 à la formation de pianistes lors de classe de maître dans les universités et les hautes écoles de musique en Suisse et à l’étranger (Paris, Lausanne, Rome, Barcelone, Louvain, Beyrouth et Kaslik). En 2009, elle a été nommée chargée de cours à l’École polytechnique fédérale de Lausanne (EPFL). Depuis 2011, elle enseigne au Conservatoire russe de Paris Serge-Rachmaninoff.
En 2014, Elizabeth Sombart inaugure en Suisse le premier Centre international d’études de la pédagogie Résonnance. Cette pédagogie organisée autour de la phénoménologie du son et du geste organise des masterclass de piano, de chant, de direction d’orchestre et de musique de chambre.

## Ouvrages
Elizabeth Sombart a publié plusieurs ouvrages dont :
- La musique au cœur de l’émerveillement aux Éditions Jean-Claude Lattès (1997)  (ISBN 2-7096-1732-3)
- Paroles d’harmonie - images de Gianpaolo Pagni, Éditions Albin Michel (1998)  (ISBN 2226091092)
- On m’appelle Plume, récit, publié aux éditions de l'Hèbe (2002)  (ISBN 2940063605).

## Discographie
Elizabeth Sombart a enregistré une discographie et vidéographie. Au disque, il est possible de citer L'Art de la fugue avec Jean-Christophe Geiser en duo piano et orgue sous le Label IFO-Verlag, ou les 21 Nocturnes de Chopin.
En DVD, d’une part, le portrait filmé par Serge Schmidt : « Elizabeth Sombart, une musique aux couleurs de l’âme », diffusé sur Mezzo, la Chaîne Parlementaire, la TSR et TV Liban ; et d’autre part, une série de 50 émissions diffusées sur France 3 et réalisées par Peter Knapp : « Confidences pour piano de Bach à Bartók », qui présente une anthologie de la musique classique.
- Chopin, Barcarolle, op. 60 ; Berceuse, op. 57 et Sonate no 3 op. 58 (1988, Adda) (OCLC 658803692)
- Schubert, Schumann, Liszt, Brahms (1989, Carrère 96831) (OCLC 659102714)
- Mozart, Sonates K. 310 et 331, Variations Ah, vous dirai-je maman (décembre 1009, Quantum) (OCLC 658583401)
- Jean-Sebastien Bach, (décembre 1992, Quantum) (OCLC 772461288)
- Musique française : Satie, Ravel, Franck, Fauré, Desbrière (juin 1993, Quantum QM6947) (OCLC 658602061)
- Schumann, Études symphoniques, op. 13 (1993, Quantum QM6922) (OCLC 658584733)
- Chopin, Fantaisie-Impromptu, Ballade (nos 1 et 4) 2 études ; 2 nocturnes nos 13 et 20, Mazurka no 3… (novembre 1994, Quantum QM6958) (OCLC 658600543)
- Poulenc, Desbrière, Dutilleux, Roussel, Messiaen, Fauré : œuvres pour flûte - Patrick Gallois, flûte (Thésis) (OCLC 25111051)
- Confidences pour piano de Bach à Bartok : Schubert, Chopin, Schumann, Liszt, Brahms, Franck, Fauré, Ravel, Debussy, Tchaikowsky, Dvorak, Scriabine, Rachmaninov et Bartok (1997, 3 CD RCA) (OCLC 416608463)
- Chemin de croix : César Franck, Frédéric Chopin, Franz Schubert et Nicolas Buttet (octobre 1999, Cascavelle) (OCLC 658437322)

## Filmographie
- 1991: Derrick: Der Tote spielt fast keine Rolle (Un mort sans importance): Helen Kaminski [6]